# Sons of Thunder
Sons of Thunder var ett metalband från Stockholm som bildades 1998 och var aktiva fram till och med 2003. Bandet startades av sångaren och gitarristen Michael Hjelte, övriga medlemmar var Frank Bakken (basgitarr) och Daniel Mouton (trummor). Bandet gav 1998 ut sin första demo, fyraspårsskivan Metal Praise. Debutalbumet Load Aim Fire släpptes 2000 och uppföljaren Circus Of Power kom 2003. Efter det har bandet inte varit aktivt.
Både Metal Praise och Circus Of Power gavs ut av Rivel Records. Load Aim Fire gavs ut av C.L. Music & Publishing.

## Medlemmar
Senaste medlemmar
- Michael Hjelte – sång, gitarr
- Daniel Mouton – trummor
- Klas Pettersson – basgitarr

Tidigare medlemmar
- Frank Bakken – basgitarr (tidigare i Midnight Roses, senare i Heaven och Inside Marilyn)

## Diskografi
Demo
- Metal Praise – 1998

Studioalbum
- Load Aim Fire – 2000
- Circus Of Power – 2003